# Grantsville (Maryland)
Grantsville é uma cidade  localizada no estado americano de Maryland, no Condado de Garrett.

## Demografia
Segundo o censo americano de 2000, a sua população era de 619 habitantes.
Em 2006, foi estimada uma população de 587, um decréscimo de 32 (-5.2%).

## Geografia
De acordo com o United States Census Bureau tem uma área de
1,8 km², dos quais 1,8 km² cobertos por terra e 0,0 km² cobertos por água. Grantsville localiza-se a aproximadamente 772 m acima do nível do mar.

## Localidades na vizinhança
O diagrama seguinte representa as localidades num raio de 20 km ao redor de Grantsville.